# Jívka
Jívka là một làng thuộc huyện Trutnov, vùng Královéhradecký, Cộng hòa Séc.